# Frederiksborg (kasteel)
Frederiksborg is een kasteel in de Deense stad Hillerød in het noorden van het eiland Seeland. Het slot is gebouwd in de jaren 1600–1620 in Vlaamse renaissancestijl. Aan de bouw werkten onder anderen Hans van Steenwinckel de Oude (mogelijk de ontwerper) en zijn zonen Hans II van Steenwinckel en Laurens II van Steenwinckel mee.
In 1560 werd door koning Frederik II het eerste deel van het slot gebouwd, maar dat werd door zijn zoon Christiaan IV gesloopt. Hij begon in 1600 aan de bouw van een nieuw slot, dat 20 jaar later klaar was.
Sinds 1878 is het Nationaal-Historisch Museum (Deens: Det Nationalhistoriske Museum Frederiksborg Slot) in het kasteel gevestigd.